# Monts de Fayat
Les monts de Fayat sont un petit massif appartenant au Massif central, situé au sud du département de la Haute-Vienne et en bordure nord du département de la Corrèze, bordé à l'est par la Briance, qui le sépare du plateau de Millevaches, et à l'ouest par les monts de Châlus. Il scinde en deux parties le plateau limousin, la plus grande au nord qui s'étage autour de la vallée de la Vienne, l'autre au sud qui est limitée dans sa partie sud par la vallée de la Vézère. Il constitue à ce titre la partie la plus élevée de ce plateau (près de 500 mètres d'altitude près de Masseret).
En grande partie recouvert de la forêt de Fayat, son point culminant est le puy de Bar (534 m), situé sur la commune de Château-Chervix. Le massif tient son nom du hameau de Fayat, sur la commune de Château-Chervix, dont le nom découle probablement du latin fagus, hêtre.

## Géographie

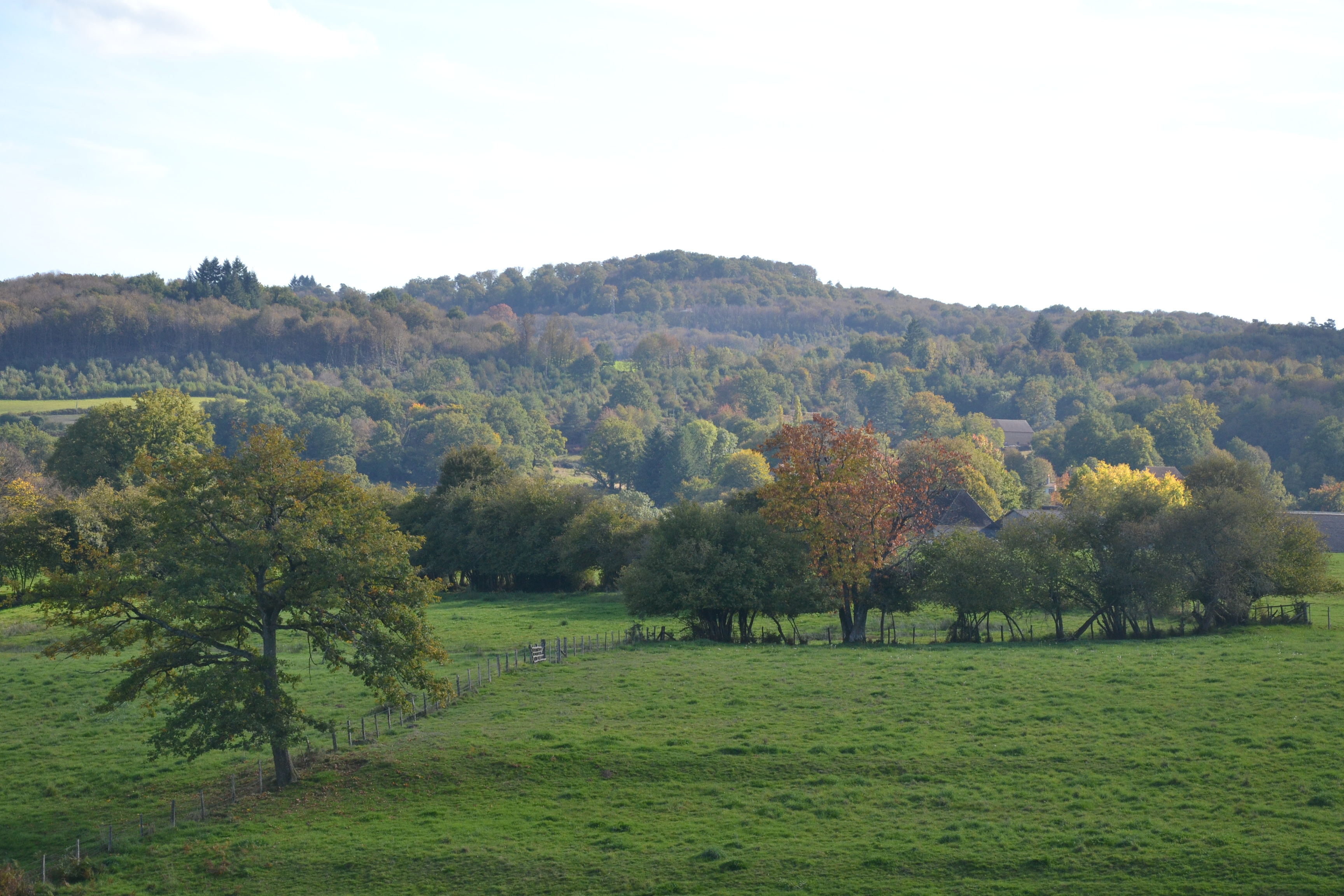
Le puy de Bar, point culminant du massif.

Le massif s'étend principalement sur six communes, d'est en ouest : Meuzac, Château-Chervix, Coussac-Bonneval, Saint-Priest-Ligoure, La Roche-l'Abeille et Saint-Yrieix-la-Perche.
Il se prolonge à l'est vers les contreforts du plateau de Millevaches, en particulier le mont Gargan, auquel on l'insère parfois.
Il est traversé de part en part, d'ouest en est, par la ligne de partage des eaux entre le bassin de la Loire (versant nord) et le bassin de la Dordogne (versant sud).

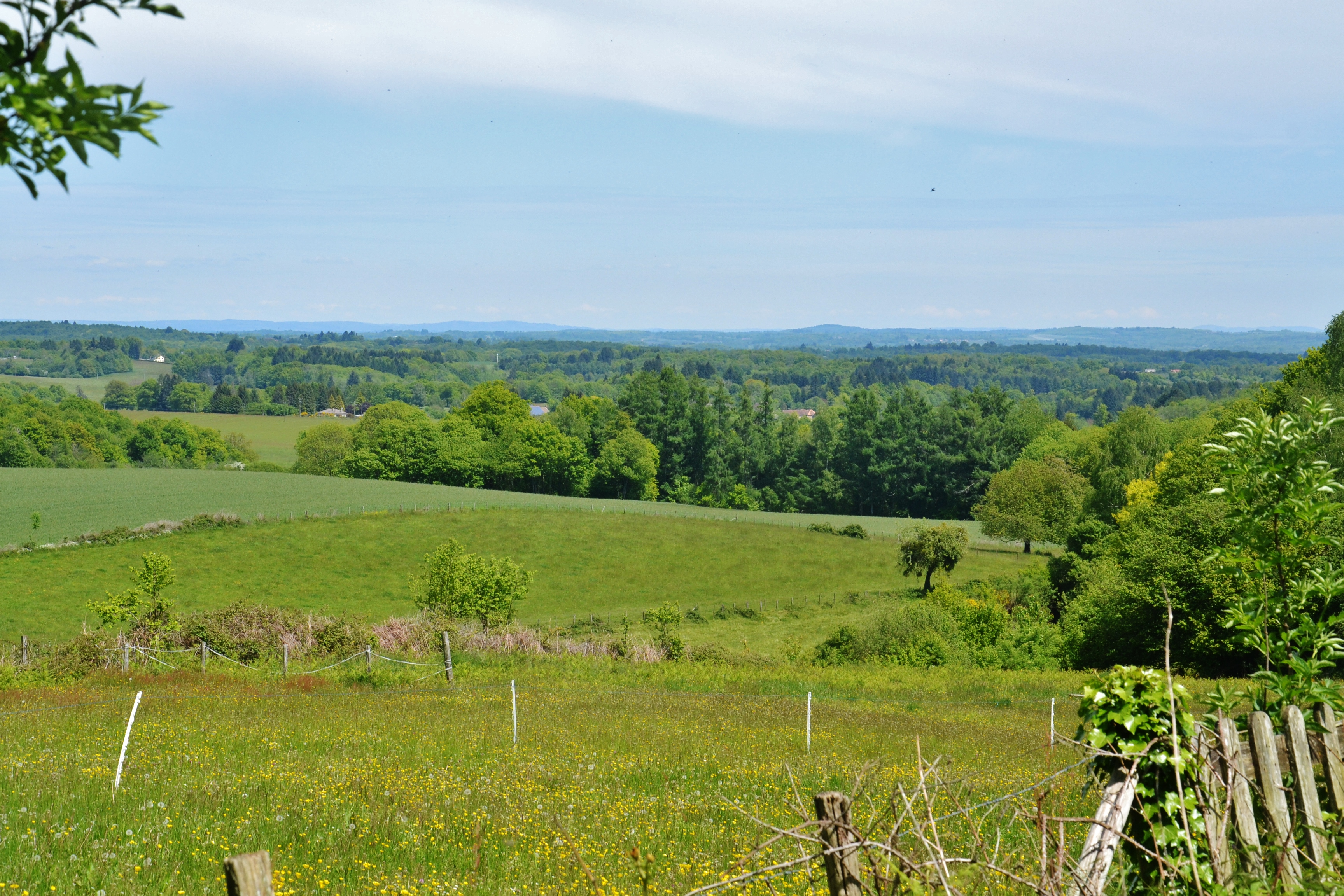
Le massif depuis Bussière-Galant (Haute-Vienne).
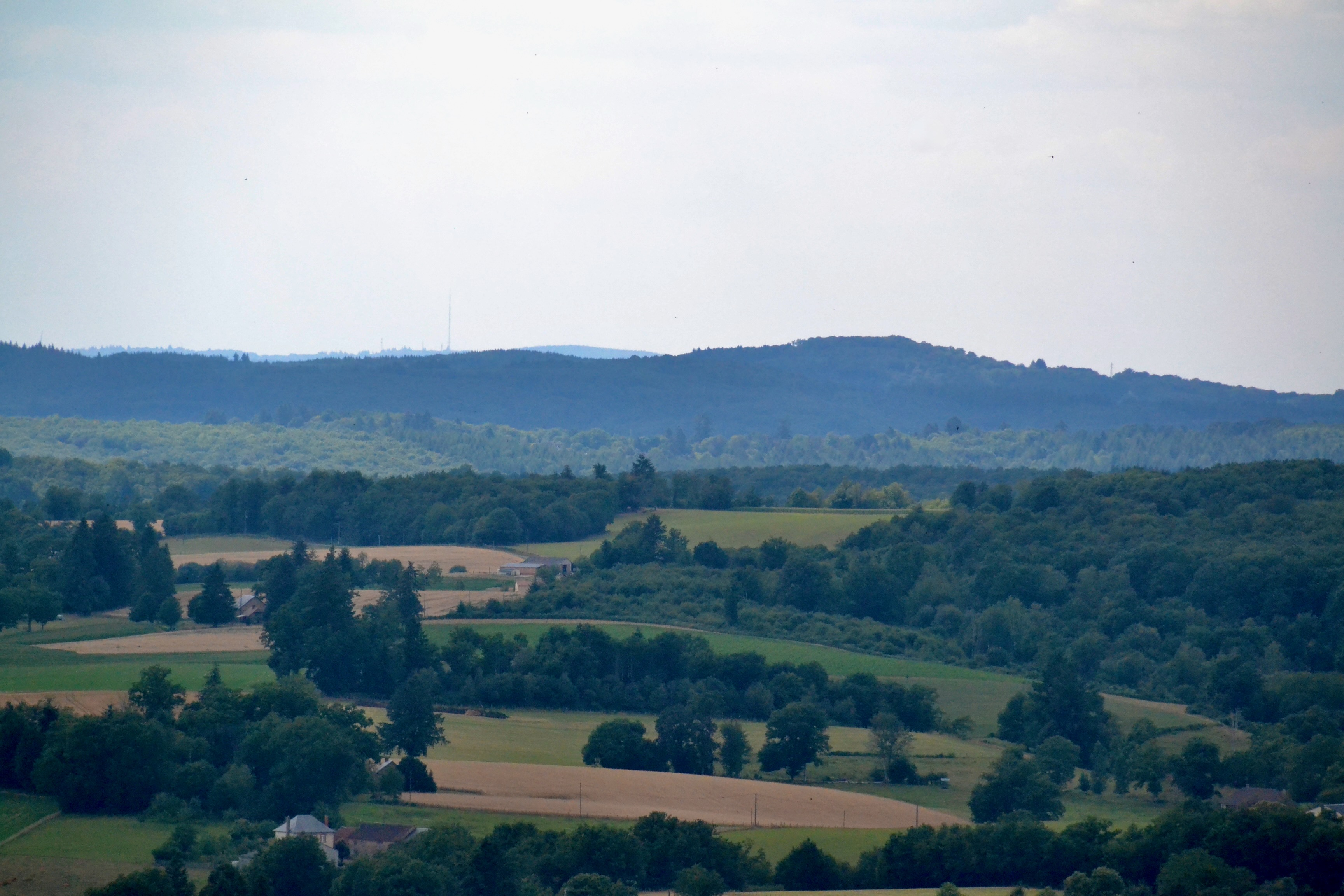
Vue sur le massif depuis la tour de Masseret (Corrèze).
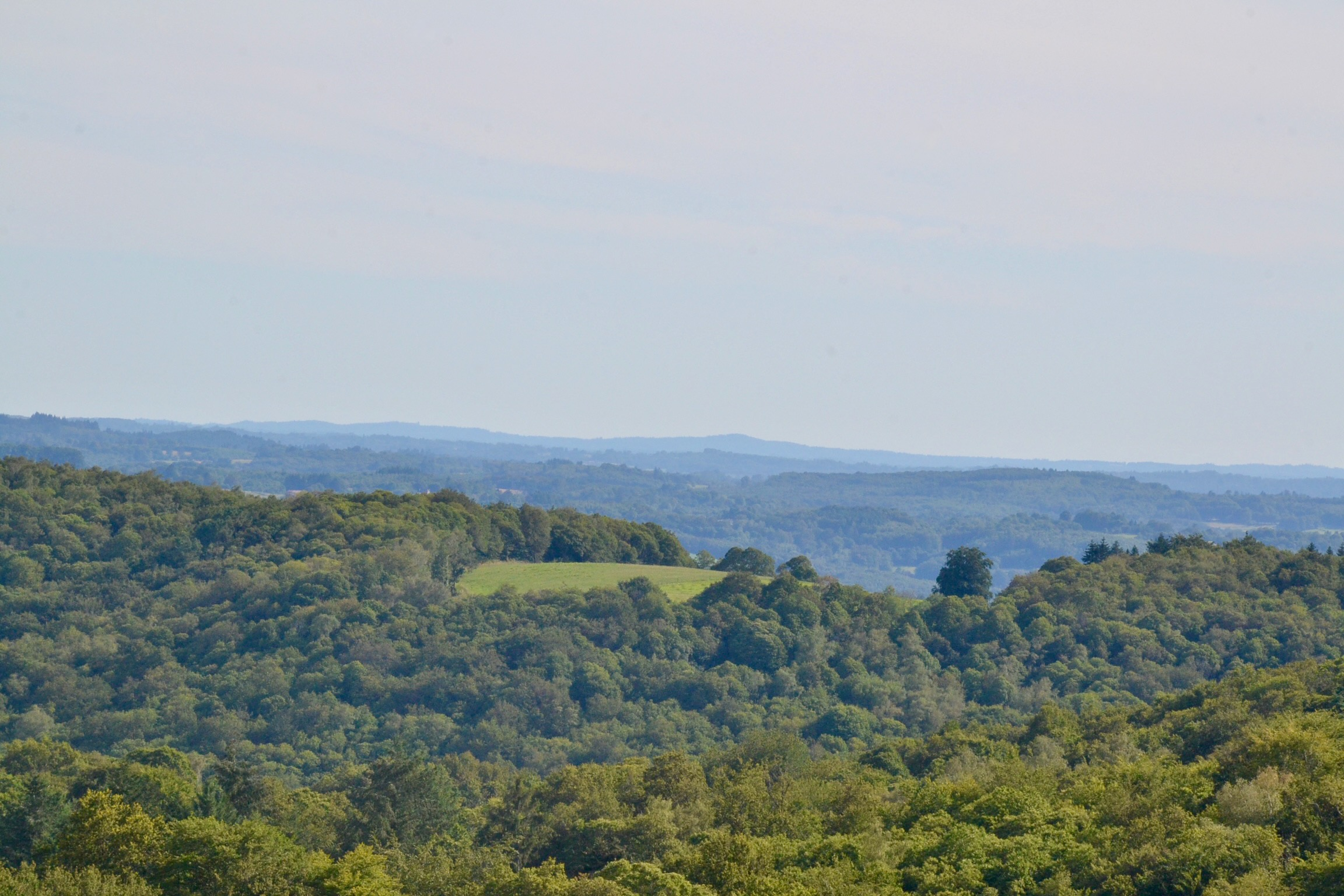
Le massif depuis Châtelus-le-Marcheix (Creuse).

## Histoire
Le massif est caractérisé par une ancienne présence minière (tuileries, mines d'or, d'étain et de kaolin), étant situé à proximité de la ville de Saint-Yrieix-la-Perche, connue pour avoir été le premier site d'exploitation français de kaolin au XVIIIe siècle.
Les mines d'or sont concentrées sur l'ouest du massif (Lauriéras et La Fagassière notamment), pour certaines exploitées dès l'époque gallo-romaine,,.